# Arquidiócesis de Puerto Montt
La arquidiócesis de Puerto Montt (en latín: Archidioecesis Portus Montt) es una circunscripción eclesiástica de la Iglesia católica en Chile. Se trata de una arquidiócesis latina, sede metropolitana de la provincia eclesiástica de Puerto Montt. Desde el 27 de diciembre de 2019 su arzobispo es Luis Fernando Ramos Pérez.

## Historia
La diócesis de Puerto Montt fue erigida el 1 de abril de 1939 con la bula Summi Pontificatus del papa Pío XII, obteniendo el territorio de la diócesis de San Carlos de Ancud. Originalmente fue sufragánea de la arquidiócesis de la Santísima Concepción. Su primer obispo fue Ramón Munita Eyzaguirre (1939-1957), sucedido por Alberto Rencoret Donoso (1958-1969), quien a partir de 1963 fue su primer arzobispo. 
El 15 de noviembre de 1955 cedió una porción de su territorio para la erección de la diócesis de Osorno mediante la bula Christianorum del papa Pío XII.
El 10 de mayo de 1963 fue elevada al rango de arquidiócesis metropolitana con la bula Apostolicae Sedis del papa Juan XXIII.
Entre 1970 y 1974, la arquidiócesis estuvo a cargo de Jorge Hourton como administrador apostólico. El segundo arzobispo de Puerto Montt fue Eladio Vicuña Aránguiz (1974-1987), quien dejó su cargo luego de la visita del papa Juan Pablo II; en 1987-1988 fue regida por el administrador apostólico Leandro Serna Serna. El tercero fue el servita Bernardo Cazzaro(1988-2001), quedando después Daniel Acuña Burgos como administrador apostólico (27 de febrero-31 de marzo de 2001) hasta que asumió en esta última fecha Cristián Caro Cordero.
El 11 de junio de 2018 el papa Francisco aceptó la renuncia al gobierno pastoral de la arquidiócesis de Puerto Montt, y nombró administrador apostólico de la arquidiócesis de Puerto Montt (sede vacante ad nutum Sanctae Sedis), a Ricardo Morales Galindo, provincial de la Orden de la Merced en Chile.
Desde el 11 de junio de 2018, la arquidiócesis estaba gobernada por el administrador apostólico, mercedario Ricardo Morales Galindo y desde el día 27 de diciembre de 2019 a las 08:00 horas de Chile, la nunciatura apostólica en Chile informó que el papa Francisco nombró a Fernando Ramos Pérez como nuevo arzobispo de Puerto Montt. La catedral es la iglesia de Nuestra Señora del Carmen (1856).
El 27 de diciembre de 2019, la nunciatura apostólica informó que el papa Francisco, nombró a Fernando Ramos Pérez como nuevo arzobispo de Puerto Montt.

## Territorio y organización

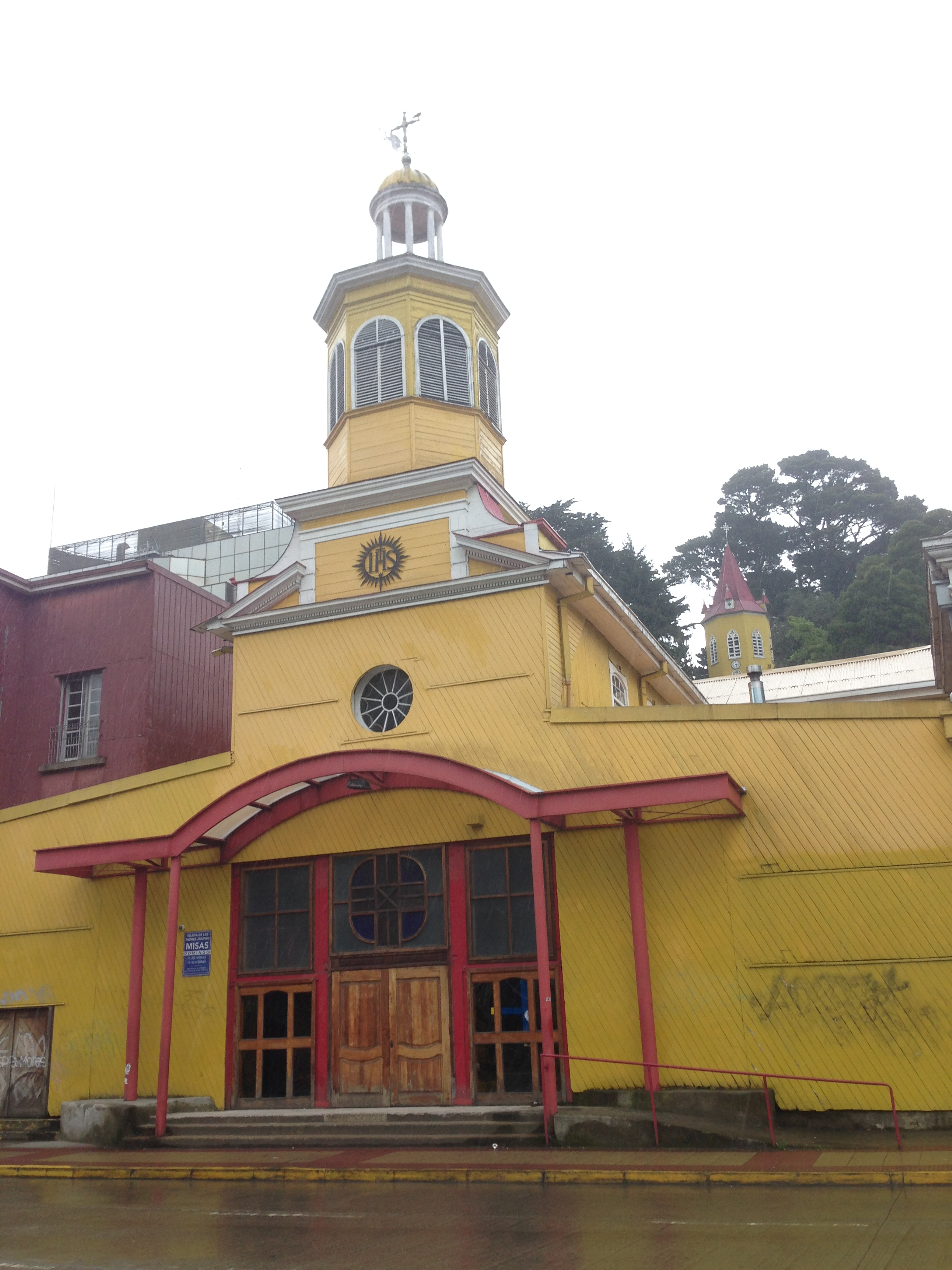
Iglesia jesuita de San José, en Puerto Montt

La arquidiócesis tiene 17 664 km² y extiende su jurisdicción sobre los fieles católicos de rito latino residentes en parte de la región de Los Lagos, comprendiendo la provincia de Llanquihue y la comuna de Hualaihué de la provincia de Palena en la región de Los Lagos. 
La sede de la arquidiócesis se encuentra en la ciudad de Puerto Montt, en donde se halla la Catedral de Nuestra Señora del Carmen, construida en 1870 en estilo dórico.
La arquidiócesis tiene como sufragáneas a las diócesis de: Osorno, Punta Arenas y San Carlos de Ancud y al vicariato apostólico de Aysén.
En 2021 en la arquidiócesis existían 32 parroquias agrupadas en 4 decanatos:

### Decanato Oriente:[7]
- Nuestra Señora de la Candelaria, (2000), en Alerce
- Cristo Misionero (cuasi-parroquia), en Alerce

- Santa Teresa de Los Andes (1997), en Puerto Montt
- San Peregrino Laziosi (1966), en Pelluco
- Nuestra Señora de Guadalupe (1996), en Puerto Montt
- Sagrada Familia (1991), en Hornopirén
- Nuestra Señora de Fátima (1991), en Puerto Montt
- El Buen Pastor (1982), en Puerto Montt
- María Reina y Madre (1975), en Puerto Montt
- Cristo Crucificado (1962), en Puerto Montt
- Cristo Rey (1939), en Puerto Montt
- San Pedro (1903), en Rolecha

### Decanato Poniente:[8]
- San Miguel Arcángel (1710), en Calbuco
- Nuestra Señora del Rosario (1839), en Maullín
- San Pedro de Angelmó (1939), en Angelmó
- Cristo Salvador (1959, con el nombre de San Antonio de Padua), en Puerto Montt
- San Pablo (1996), en Puerto Montt
- Madre del Pueblo de Dios (1996), en Puerto Montt
- San José Obrero (1996), en Puerto Montt
- San Alberto Hurtado (2007), en Puerto Montt
- Nuestra Señora de La Candelaria (2000), en Carelmapu
- Nuestra Señora de los Milagros (cuasi-parroquia)

### Decanato Cordillera:[9]
- Santo Toribio (1906), en Las Quemas
- Espíritu Santo (1907), en Fresia

- Inmaculada Concepción (1936), en Río Frío
- San Pedro (1949), en Los Muermos

### Decanato Los Lagos:[10]
- Sagrado Corazón de Jesús (1893), en Puerto Varas
- María Inmaculada (1901), en Cochamó
- Inmaculada Concepción (1939), en Frutillar
- San José (1953), en Llanquihue
- Nuestra Señora de Fátima (1963), en Puerto Chico (Puerto Varas)
- Santa Rosa (1967), en Nueva Braunau

## Estadísticas
Según el Anuario Pontificio 2022 la arquidiócesis tenía a fines de 2021 un total de 307 000 fieles bautizados.
| Año                                                                             | Población            | Población | Población      | Sacerdotes | Sacerdotes    | Sacerdotes    | Bautizados por sacerdote | Diáconos permanentes | Religiosos | Religiosos | Parroquias |
| Año                                                                             | Bautizados católicos | Total     | % de católicos | Total      | Clero secular | Clero regular | Bautizados por sacerdote | Diáconos permanentes | Varones    | Mujeres    | Parroquias |
| ------------------------------------------------------------------------------- | -------------------- | --------- | -------------- | ---------- | ------------- | ------------- | ------------------------ | -------------------- | ---------- | ---------- | ---------- |
| 1949                                                                            | 134 000              | 140 000   | 95.7           | 52         | 24            | 28            | 2576                     |                      | 26         | 96         | 19         |
| 1966                                                                            | 162 000              | 198 000   | 81.8           | 60         | 34            | 26            | 2700                     |                      | 33         | 121        | 23         |
| 1970                                                                            | 170 000              | 200 000   | 85.0           | 47         | 20            | 27            | 3617                     |                      | 35         | 120        | 26         |
| 1976                                                                            | 196 000              | 230 000   | 85.2           | 42         | 18            | 24            | 4666                     | 9                    | 29         | 119        | 28         |
| 1980                                                                            | 204 000              | 240 000   | 85.0           | 38         | 17            | 21            | 5368                     | 12                   | 28         | 115        | 28         |
| 1990                                                                            | 222 000              | 255 000   | 87.1           | 48         | 27            | 21            | 4625                     | 8                    | 26         | 95         | 23         |
| 1999                                                                            | 249 000              | 296 000   | 84.1           | 48         | 28            | 20            | 5187                     | 16                   | 23         | 62         | 29         |
| 2000                                                                            | 235 000              | 300 000   | 78.3           | 57         | 36            | 21            | 4122                     | 16                   | 24         | 62         | 29         |
| 2001                                                                            | 235 000              | 300 000   | 78.3           | 62         | 39            | 23            | 3790                     | 17                   | 26         | 64         | 31         |
| 2002                                                                            | 230 000              | 300 000   | 76.7           | 59         | 35            | 24            | 3898                     | 18                   | 27         | 64         | 31         |
| 2003                                                                            | 290 000              | 329 766   | 87.9           | 57         | 33            | 24            | 5087                     | 18                   | 27         | 64         | 31         |
| 2004                                                                            | 235 097              | 329 776   | 71.3           | 60         | 35            | 25            | 3918                     | 17                   | 29         | 65         | 31         |
| 2013                                                                            | 284 007              | 393 500   | 72.2           | 51         | 31            | 20            | 5568                     | 20                   | 23         | 73         | 30         |
| 2016                                                                            | 290 210              | 405 208   | 71.6           | 43         | 29            | 14            | 6749                     | 31                   | 15         | 55         | 32         |
| 2019                                                                            | 298 800              | 417 250   | 71.6           | 52         | 38            | 14            | 5746                     | 31                   | 15         | 55         | 30         |
| 2021                                                                            | 307 000              | 428 700   | 71.6           | 49         | 27            | 22            | 6265                     | 29                   | 23         | 55         | 32         |
| Fuente: Catholic-Hierarchy, que a su vez toma los datos del Anuario Pontificio. |                      |           |                |            |               |               |                          |                      |            |            |            |

## Episcopologio

### Obispos
| Número | Obispo                    | Período                                                                    |
| I      | Ramón Munita Eyzaguirre † | 29 de abril de 1939- 23 de noviembre de 1957 nombrado obispo de San Felipe |
| II     | Alberto Rencoret Donoso † | 21 de marzo de 1958-10 de mayo de 1963 nombrado arzobispo                  |

### Arzobispos
| Número | Arzobispo                           | Período                                             |
| I      | Alberto Rencoret Donoso †           | 10 de mayo de 1963-18 de mayo de 1970 renunció      |
| II     | Eladio Vicuña Aránguiz †            | 16 de julio de 1974-13 de mayo de 1987 retirado     |
| III    | Bernardo Cazzaro Bertollo, O.S.M. † | 8 de febrero de 1988-27 de febrero de 2001 retirado |
| IV     | Cristián Caro Cordero               | 27 de febrero de 2001-11 de junio de 2018 retirado  |
| V      | Luis Fernando Ramos Pérez           | Desde el 27 de diciembre de 2019                    |

| Administradores apostólicos   | Período                                     |
| Jorge Hourton Poisson         | 1970-1974                                   |
| Pbro. Leandro Serna Serna     | 1987-1988                                   |
| Pbro. Daniel Acuña Burgos     | 27 febrero - 31 de marzo de 2001            |
| Pbro. Ricardo Morales Galindo | 11 de junio de 2018 - 29 de febrero de 2020 |